# Evangelische Kirche (Daaden)

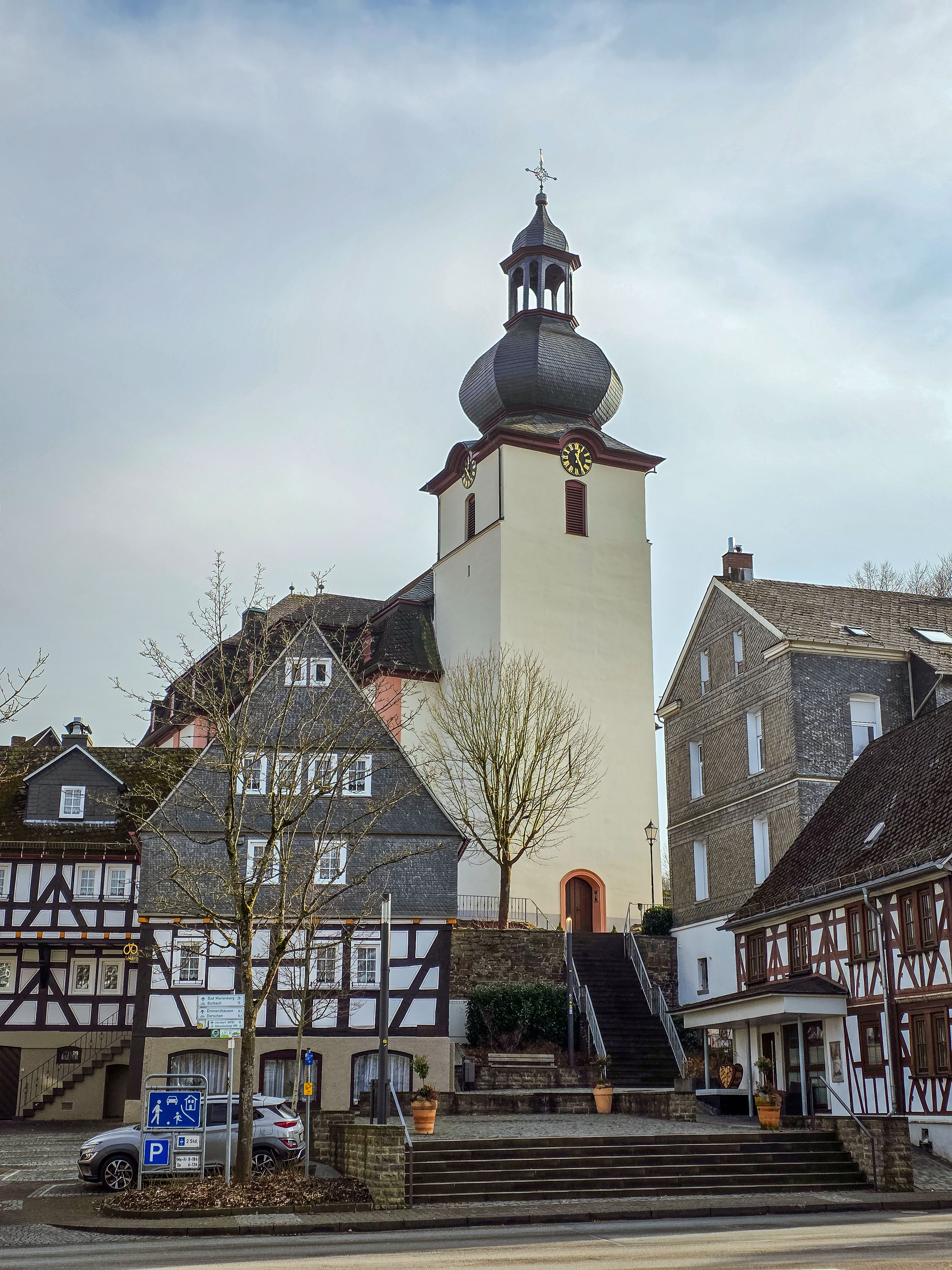
Evangelische Kirche im Ortskern

Die evangelische Kirche ist ein denkmalgeschütztes Kirchengebäude in Daaden im Landkreis Altenkirchen (Westerwald) in Rheinland-Pfalz. Die Kirchengemeinde gehört zum Kirchenkreis Altenkirchen der Evangelischen Kirche im Rheinland (EKiR).
Die Vorgängerkirche wurde 1136 errichtet und von 1722 bis 1724 nach Plänen des Architekten Julius Ludwig Rothweil neu gebaut. Von der alten Kirche wurde nur der romanische Westturm beibehalten, aufgestockt und mit einer doppelten Zwiebelhaube versehen. Über kreuzförmigem Grundriss erhebt sich das stützenlose Kirchenschiff, es handelt sich somit um einen Saalbau.
Das original erhaltene Gestühl fasst auf bis zu drei Emporen etwa 1.200 Menschen. Gleichfalls aus der Entstehungszeit im 18. Jahrhundert stammt der Kanzelaltar mit dem darüber aufsteigenden Orgelprospekt in spätbarocken Stilformen, eine Anlage, wie sie im protestantischen Kirchenbau häufiger zu finden ist.
Die alten Glocken sollen beim Totengeläut für Kaiser Wilhelm I. zersprungen sein, aus der Bronze wurden später die Gedenktafeln im Turmeingang gegossen.
Eine umfangreiche Renovierung erfolgte 1959.